# 1941
Het jaar 1941 is een jaartal volgens de christelijke jaartelling.

## Gebeurtenissen
januari
- 10 - Vanaf vandaag dienen alle joodse inwoners van Nederland zich te laten registreren. Ook wie slechts één joodse voorouder heeft gehad, dient zich te melden. Zij moeten daartoe zelf één gulden betalen. Er worden uiteindelijk 157.000 formulieren in Den Haag ontvangen. Geen enkel plaatselijk bureau saboteert of vertraagt de oproep.
- 16 - In Willemstad (Curaçao) wordt de bioscoop Cinelandia geopend.
- 20 - Franklin Delano Roosevelt legt opnieuw de eed af als president van de Verenigde Staten. Hij is daarmee de eerste president die een derde ambtstermijn krijgt.
- 22 - Britse en Australische troepen veroveren Tobruk. Zij nemen 25.000 Italianen gevangen, tevens worden er 208 kanonnen en meer dan 200 voertuigen buitgemaakt. Zelf hebben ze 49 doden en 306 gewonden te betreuren.
- 24 - De regering-Franco keurt de wet op het beheer van het spoorwegvervoer goed. Alle Iberische spoorwegmaatschappijen worden verenigd in één openbaar bedrijf: ‘Red Nacional de los Ferrocarriles Españoles’, Renfe.

februari
- 1 - Georgi Zjoekov wordt chef-staf van het Rode Leger.
- 4 - De Amerikaanse chemicus Roy Plunkett maakt zijn uitvinding van teflon wereldkundig.
- 6 - In Friesland wordt voor de zevende keer de Elfstedentocht verreden. Auke Adema wint bij de mannen en Wopje Koostra komt als eerste vrouw over de finish.
- 7 - Slag bij Beda Fomm: Het Italiaanse leger capituleert bij Beda Fomm. Britse en Australische troepen nemen 25.000 Italianen krijgsgevangen. De materiële schade is eveneens groot: 100 tanks, 216 kanonnen en 1500 voertuigen.
- 10 - Het eerste nummer van het illegale blad Het Parool verschijnt.
- 11 - Bij ongeregeldheden in de Jodenbuurt van Amsterdam komt de WA-man Hendrik Koot om het leven. Hierdoor stijgt de spanning in de hoofdstad tot een kookpunt. De Jodenbuurt wordt door de Duitsers afgesloten door de bruggen op te halen.
- 12 - Oprichting van het Duitse Afrikakorps. Nog deze maand wordt het legerkorps onder bevel van luitenant-generaal Erwin Rommel overgevaren naar Libië.
- 13 - Op Duits bevel is uit de Amsterdamse joodse burgerij een Joodsche Raad geformeerd. Vandaag sprak men af dat de Raad in 'hoofdzaak een uitvoerende en overbrengende taak zal hebben, doch geen verantwoordelijkheid kan dragen voor de opdrachten die hij heeft over te brengen'. Ook stelde men dat men niet zo ver kan gaan 'voor de Joden oneervolle opdrachten te aanvaarden'.
- 15 - De besturen van acht Groningse studentenverenigingen richten een brief tot de Duitse gevolmachtigde voor de provincie Groningen naar aanleiding van de invoering van een 'numerus clausus' (beperking van het aantal) voor Joodse studenten. Deze brief - aan de gemachtigde persoonlijk afgegeven - houdt onder meer in, dat de verenigingen hierin een directe aantasting van de Nederlandse traditie (van) vrijheid van studie zonder onderscheid van ras of geloof (zien). Daarenboven menen wij, dat deze maatregelen in strijd zijn met het Volkenrecht. Daarom komen wij met kracht op tegen deze bovengenoemde onrechtmatigheid. De besturen verzoeken hun leden dringend na dit duidelijke protest verdere demonstraties achterwege te laten.
- 25 - Uit protest tegen twee razzia's wordt in Amsterdam de Februaristaking georganiseerd. De staking wordt hard neergeslagen: er vallen hierbij negen doden en vierentwintig zwaargewonden.

maart
- 7 - De eerste Britse troepen (ca. 50.000 man) arriveren in Griekenland bij Piraeus en Volos.
- 8 - De Nederlandse radio-omroepen worden vervangen door de Nederlandsche Omroep.
- 11 - President Roosevelt van de VS ondertekent de Lend-Lease Act.
- 13 - De eerste executies van verzetsstrijders worden uitgevoerd op de Waalsdorpervlakte. Het betreft vijftien Geuzen en drie februaristakers.
- 16 - In het Nederlandse dagblad De Telegraaf verschijnt de eerste aflevering van "De Avonturen van Tom Poes".
- 24 - Het Duitse Afrikakorps onder bevel van Erwin Rommel lanceert een offensief in Libië. Eenheden van de 5e Lichte Divisie bezetten El Agheila aan de Golf van Sirte.
- 26 - De NSB'er Meinoud Rost van Tonningen wordt benoemd tot secretaris-generaal van het departement van Financiën en tot president van De Nederlandsche Bank.
- 31 - Erwin Rommel begint het Duits-Italiaanse tegenoffensief in Libië, eenheden van het Afrikakorps rukken op naar Mersa Brega.

april
- 3 - De Hongaarse premier Paul Teleki, die zich vergeefs heeft verzet tegen aansluiting van zijn land bij de As-mogendheden,  pleegt zelfmoord.
- 6 - Duitse pantsercolonnes trekken over de noordgrens Joegoslavië binnen. Duitse vliegtuigen van de Luftwaffe bombarderen Belgrado.
- 7 - De Nederlandse hulpmijnenveger Maria R. Ommering raakt, tijdens een veegactie in Milford Haven beschadigd door een exploderende mijn.
- 9 - De ambassadeur van het bezette Denemarken in Washington, Kaufmann, draagt de kolonie Groenland voor de duur van de oorlog over aan de Verenigde Staten. Amerikaanse troepen bezetten de volgende dag het eiland.
- 10 - Slag om Tobroek: Erwin Rommel begint het beleg van Tobroek. Eenheden van de 5e Lichte Divisie vallen de havenstad aan, maar worden teruggedreven door het Australische garnizoen.
- 12 - In het Protectoraat Bohemen en Moravië wordt een verbod uitgevaardigd op alle Sokol-activiteiten. De leden worden vervolgd en de leiders gearresteerd. De meesten zullen de oorlog niet overleven.
- 13 - Neutraliteitsovereenkomst wordt getekend tussen de USSR en Japan.
- 17 - In Belgrado tekent Joegoslavië de capitulatie voor Duitsland. Daarmee raakt de Balkan geheel in Duits/Italiaanse handen.
- 27 - Oprichting van het Sloveens Bevrijdingsfront in Ljubljana.
- april - De Vallei van de Geisers op het schiereiland Kantsjatka worden ontdekt door de Russische hydroloog Tatjana Oestinova en haar Itelmeense gids Anisifor Kroepenin.

mei
- 1 - Het is Joden verboden om vrije beroepen uit te oefenen ten behoeve van niet-joden.
- 1 - Op gezag van Seyss-Inquart wordt in bezet Nederland de gehate rijwielbelasting afgeschaft.
- 5 - Keizer Haile Selassie keert na vijf jaar ballingschap terug in Addis Abeba.
- 9 - De Britse marine maakt zich meester van de Enigma codeermachine aan boord van de verslagen U 110.
- 10 - De Blitz: De laatste grote Duitse luchtaanval (ongeveer 300 vliegtuigen) op Londen treft Westminster en verwoest verscheidene historische gebouwen, waaronder de vergaderzaal van het Engelse Lagerhuis.
- 10 - Rudolf Hess, een van de belangrijkste Duitse nazitop figuren, maakt met zijn Messerschmitt Bf 110 een noodlanding boven Schotland en landt per parachute bij Glasgow. Hij doet op eigen initiatief vredesvoorstellen tussen Duitsland en Groot-Brittannië.
- 10 - Precies een jaar na de Duitse inval breekt een staking uit van de metaalarbeiders van Cockerill-Sambre in Seraing. De KPB sluit zich aan bij de staking en
- 10 - Julien Lahaut leidt een stakersdelegatie naar Brussel. Enkele weken later komt er een algemene loonsverhoging van 8%.
- 26 - Alle Nederlandse orkesten zijn geariseerd, dat wil zeggen dat de joodse musici van deelname eraan uitgesloten zijn.
- 27 - Het Duitse slagschip de Bismarck zinkt na een gevecht met de twee Engelse Slagschepen HMS Hood en HMS Prince of Wales.
- In Nederland mogen Joden niet meer in schouwburgen en bioscopen komen, uitgezonderd de zgn. joodse theaters. Daar mogen geen ariërs komen.

juni
- 1 - Begin van de Farhud, een tegen Joden gerichte pogrom in Irak, die aan honderden Joden het leven kost.
- 4 - De voormalige Nederlandse mijnenlegger Van Meerlant gaat in Britse dienst verloren door een mijnexplosie, 42 Britse opvarende komen om het leven.
- 10 - In Utrecht wordt de lapjesmarkt verboden vanwege de vele Joodse kooplieden.
- 13 - De Vichy-regering gebiedt alle (niet-Franse) joodse burgers in het niet-bezette deel van Frankrijk te interneren. De anti-joodse maatregel zou een eigen initiatief zijn van de Vichy-regering.
- 15 - Operatie Battleaxe: De Western Desert Force begint een offensief om het belegerde Tobroek te ontzetten en het Duitse Afrikakorps te verdrijven uit Cyrenaica.
- 22 - Operatie Barbarossa: Duitse legereenheden vallen de Sovjet-Unie binnen, gesteund door het Roemeense leger aan het Bessarabische front. De Luftwaffe bombardeert de steden Kiev, Sebastopol, Odessa en Minsk.
- 23 - Duitse troepen veroveren de steden Brest-Litovsk, Kovno en Łomża in het door de Sovjet-Unie geannexeerde deel van Polen. De Luftwaffe bombardeert Leningrad voor het eerst.
- 25 - Een groot aantal min of meer bekende Nederlandse communisten wordt gearresteerd.
- 25 tot 29 - In Kaunas, Litouwen, richten burgers op eigen gelegenheid een slachtpartij aan onder de inwoners van het jodengetto.

juli
- 1 - Duitse troepen bezetten Riga, de hoofdstad van Letland. Panzergruppe 2 onder bevel van generaal Heinz Guderian (Schneller Heinz) steekt bij de steden Babroejsk en Borisov de rivier de Berezina over.
- 5 - Rijkscommissaris voor de bezette Nederlandse gebieden Seyss-Inquart ontbindt – op de NSB na – alle politieke partijen in Nederland.
- 5 - Oorlog breekt uit tussen Ecuador en Peru.
- 7 - Staf De Clercq kondigt de oprichting aan van een Vlaams Legioen. Volgens beloften die hij heeft gekregen van de Duitse bezetter zal deze eenheid volledig bestaan uit Vlamingen, zowel de officieren als soldaten, en ze zullen vechten onder hun eigen Vlaamse leeuwenvlag.
- 7 - Bij een moordpartij in Podhorodce komen tientallen Joden om. Een van de daders is de Nederlandse zakenman Pieter Menten.
- 8 - Slag om Smolensk: Duitse eenheden van Panzergruppe 2 onder bevel van generaal Heinz Guderian bereiken de rivier de Dnjepr. Gedurende drie weken, wordt na hevige strijd bij Smolensk het Sovjet-leger omsingeld en vernietigd. De Duitsers slaan alle tegenaanvallen af en nemen meer dan 300.000 krijgsgevangenen.
- 10 - Het staatsdefensiecomité wijzigt ingrijpend de Sovjet-bevelvoering: Kliment Vorosjilov, Semjon Timosjenko en Semjon Boedjonny worden door Jozef Stalin benoemd tot opperbevelhebber van resp. het noordelijke, centrale en zuidelijke front.
- 10 - De Poolse bevolking van Jedwabne voert een pogrom uit op de joodse bevolking van het stadje. Zo'n 1600 mensen worden vermoord.
- 18 - In Nederland worden de studentenorganisaties verboden.
- 23 - Het Amerikaanse leger geeft opdracht tot de bouw van de Willys MB, ofwel de Jeep.
- 25 - Naar aanleiding van de bezetting van Frans Indochina door Japan, stelt president Roosevelt tegen de agressor een olie-boycot in. Nederland dat in Nederlands-Indië een belangrijk olieleverancier is van de Japanners, doet aan de boycot mee.

augustus
- 1 - De dorpen Hillegersberg, Schiebroek, IJsselmonde en Overschie worden ingelijfd bij Rotterdam.
- 3 - Duitse legereenheden van het 17e Leger en Panzergruppe 1 onder bevel van generaal Ewald von Kleist breken door de Sovjet-linies en omsingelen bij Oeman twee legers van het zuidelijke front.
- 8 - De eerste 450 vrijwilligers van het Vlaams Legioen vertrekken vanuit Brussel naar het opleidingskamp Dębica in Polen. Zij zullen als eenheid onder de Vlaamse leeuwenvlag gaan vechten aan het Oostfront.
- 16 - DOVO, de Belgische Dienst voor Opruiming en Vernietiging van Ontploffingstuigen, wordt opgericht. De krijgsgevangenen die dit werk doen, worden vrijgelaten en overgeplaatst naar DOVO. De opdracht is alle springtuigen op te ruimen, met uitzondering van alles wat ook maar enigszins van militair belang is.
- 18 - De eerste 200 gevangenen komen aan in kamp Amersfoort. Het is een groep communisten die eerder was geïnterneerd in kamp Schoorl.
- 25 - Operatie Gauntlet: Een gecombineerde actie van Britse, Canadese en Noorse commando's vernielen op Spitsbergen de aanwezige installaties en vernietigen de voorraden van steenkool en smeerolie.
- 25 - Duitse legereenheden van Panzergruppe 1 onder bevel van Ewald von Kleist bezetten Dnipropetrovsk en veroveren het laatste door de Sovjet-Unie bezette bruggenhoofd op de westelijke oever van de rivier de Dnepr ten zuiden van Kiev.
- 26 - De oprichting van de Jamaat-e-Islami vindt plaats in Lahore door de moslim theoloog Abul Ala Maududi.

september

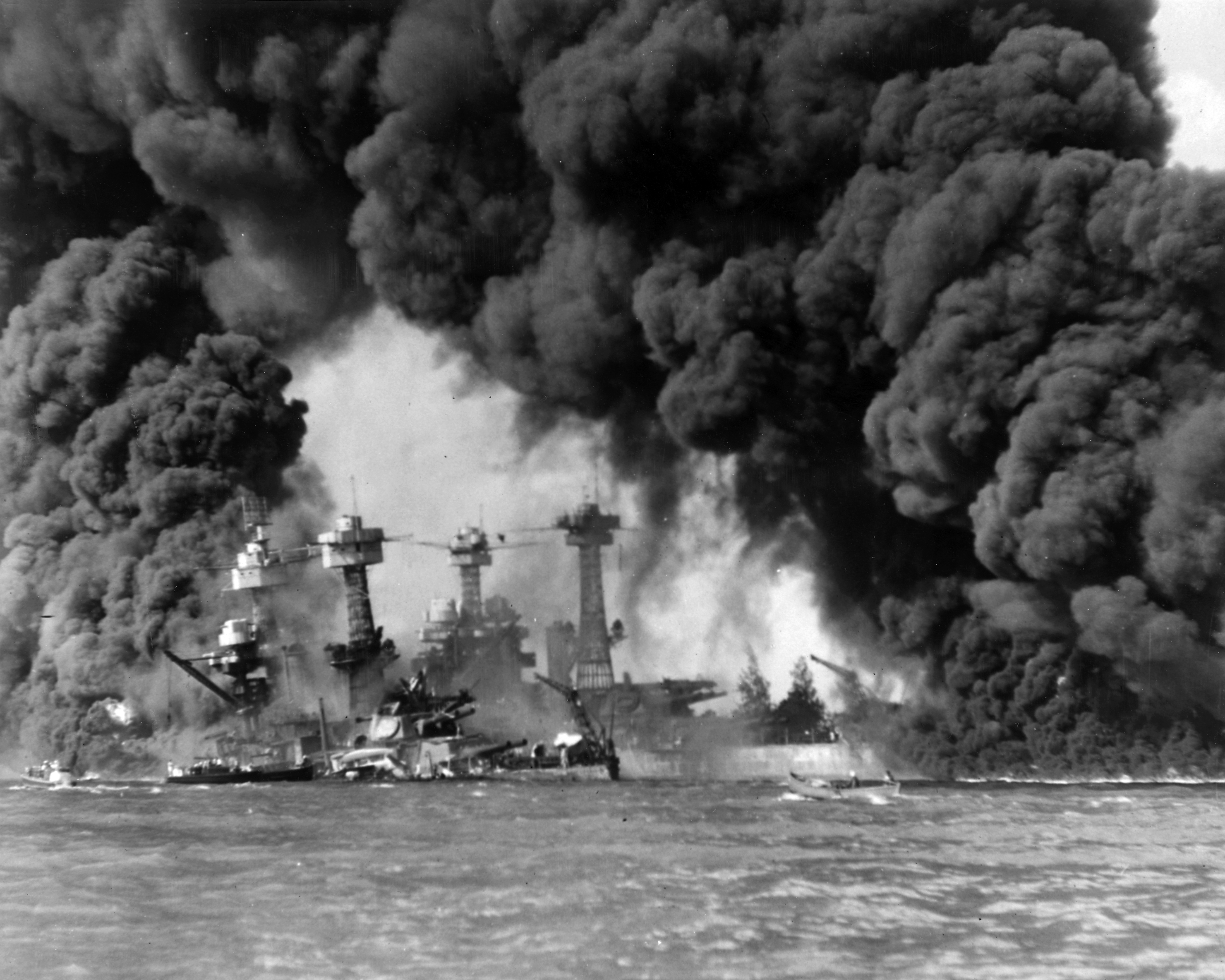
7 december: Pearl Harbor

- 3 - In Amsterdam mogen Joden niet meer deelnemen aan markten. Voor de joodse straathandel worden vier aparte markten aangewezen.
- 8 - Sovjet-legereenheden doorbreken de Duitse frontlinie bij Jelnja en heroveren een gebied van ca. 650 km². Tijdens het tegenoffensief wordt de Sovjet-Unie tot staan gebracht en verliest ruim 30.000 soldaten.
- 11 - In Duitsland wordt Methadon gepatenteerd als surrogaat voor morfine.
- 12 - Duitse legereenheden van Panzergruppe 1 onder bevel van Ewald van Kleist doorbreken het Dnjepr-bruggenhoofd bij Kremenchug.
- 19 - De verordening wordt van kracht waarbij alle Joden in Duitsland verplicht zijn op straat een Jodenster te dragen. Dit geldt voor alle Joden vanaf zes jaar.
- 22 - Het eerste transport vanuit het Fort van Breendonk gaat naar Neuengamme bij Hamburg.
- 29 - Vertrek van PQ-1, het eerste konvooi met militair materieel uit de USA en het Verenigd Koninkrijk voor de Sovjet-Unie.
- 29/30 - Bloedbad van Babi Jar. Bijna 34.000 Joden uit het getto van Kiev worden door de nazi's vermoord.

oktober
- 2 - Operatie Taifun: Duitse legereenheden van legergroep Midden (Heeresgruppe Mitte) onder bevel van veldmaarschalk Fedor von Bock vallen Moskou aan.
- 3 - De herdenking in de Pieterskerk van het Leids ontzet wordt geleid door ds. H.C. Touw. Deze beschrijft het beleg en het ontzet zo, dat alle aanwezigen begrijpen dat hij het heeft over de Duitse bezetting. De lezing wordt de volgende jaren op Leids ontzet in samenvatting voorgelezen op Radio Oranje.
- 3 op 4 - Nachtelijk bombardement door geallieerde vliegtuigen op de haven van Rotterdam, waarbij honderd doden vallen.
- 10 - Installatie in de Rotterdamse gemeenteraad van de NSB'er Müller tot burgemeester als opvolger van Pieter Oud.
- 15 - Duitse en Roemeense legereenheden van legergroep Zuid (Heeresgruppe Süd) onder bevel van veldmaarschalk Gerd von Rundstedt veroveren Odessa. Sovjet-troepen ontruimen Kalinin.
- 16 - Jozef Stalin begint met de evacuatie van de regeringskantoren in Moskou. De bevolking en de regering verplaatst zich naar Koejbysjev, Stalin weigert te vertrekken en blijft in de hoofdstad.
- 18 - Premier Konoe biedt keizer Hirohito zijn ontslag aan; hij wordt vervangen door de minister van oorlog, Hideki Tojo. De Amerikaans-Japanse betrekkingen bereiken een nieuw dieptepunt.
- 20 - Opening van Reichsschule Koningsheide, de eerste Nationalpolitische Erziehungsanstalt (napola) in het bezette Nederland.
- 30 - Belegering van Sebastopol: Duitse legereenheden van het 11e Leger (een onderdeel van Heeresgruppe Süd) onder bevel van generaal Erich von Manstein, beginnen met de omsingeling van Sebastopol.

november
- 18 - Operatie Crusader: Het Britse 8e Leger onder bevel van generaal Alan Cunningham begint een offensief om het belegerde Tobroek te ontzetten. Tank-eenheden van het 30e Legerkorps rukken ongehinderd op richting Tobroek.
- 25 - De Vereniging van Joden in België wordt opgericht door een Duitse verordening, naar het model van de Reichsvereinigung der Juden in Deutschland.

december
- 3 - Eerste vergadering van de Nederlandse Cultuurraad.
- 5 - Onder leiding van generaal Georgi Zjoekov start het Sovjet-leger bij Moskou een tegenoffensief tegen nazi-Duitsland.
- 5 - De Duitser Konrad Zuse heeft de Z3 bedrijfsklaar, de eerste elektromagnetische computer ter wereld.
- 7 - Aanval op de Amerikaanse marinebasis Pearl Harbor door Japanse vliegtuigen. Op hetzelfde uur wordt een luchtbombardement uitgevoerd op de Britse kroonkolonie Hongkong.
- 7 - Kardinaal van Roey laat in alle Belgische kerken de aankondiging voorlezen van het huwelijk van koning Leopold III met Lilian Baels. Het is de vorige dag in stilte voltrokken terwijl de jonge bruid enkele maanden zwanger is.
- 8 - Oorlogsverklaring Verenigde Staten aan Japan.
- 8 - Nederland beschouwt zich in staat van oorlog met Japan.
- 8 - Slag om de Filipijnen: Japanse legereenheden landen op het eiland Batan, ten noorden van Luzon. Op Luzon wordt een groot deel van de daar gestationeerde Amerikaanse vliegtuigen vernietigd.
- 10 - De Britse slagschepen HMS Repulse en HMS Prince of Wales worden door Japanse vliegtuigen in de wateren ten oosten van Malakka tot zinken gebracht; 860 opvarenden verdrinken.
- 11 - Duitsland, gevolgd door Italië, verklaart de oorlog aan de Verenigde Staten.
- 12 - Japanse legereenheden van het Zuidelijk Leger rukken op in het noordwesten van Malaya en Japanse vliegtuigen bombarderen het eiland Penang. De Nederlandse onderzeeboot O 16 torpedeert vier Japanse troepenschepen bij de oostkust van Malaya.
- 14 - Adolf Hitler geeft opdracht tot de bouw van de Atlantikwall.
- 14 - De Nederlandse Unie wordt door de bezetter verboden.
- 15 - De Nederlandse onderzeeboot O 16 loopt, in de Golf van Siam, op een Japanse zeemijn, 41 van de 42 bemanningsleden komen bij de explosie om het leven.
- 17 - Japanse legereenheden landen op Borneo bij Miri en Seria; een productiecentrum van olie in het noordelijk gedeelte van Sarawak. Nederlandse troepen van het KNIL saboteren de installaties op het eiland.
- 19 - Adolf Hitler ontslaat veldmaarschalk Walther von Brauchitsch als opperbevelhebber van het Oberkommando des Heeres (OKH). Hitler neemt persoonlijk de bevelvoering van het Duitse leger over.
- 22 - Arcadiaconferentie: De Britse premier Winston Churchill komt met een delegatie in Washington aan om met president Roosevelt te spreken over alle oorlogsvraagstukken.
- 22 - Japanse legereenheden van het 14e Leger onder bevel van generaal Masaharu Homma landen op het eiland Luzon. Drie regimenten versterkt met tanks worden ontscheept in de Golf van Lingayen.
- 23 - Een Japanse invasiemacht verovert het eiland Wake in de Grote Oceaan.  Twee torpedobootjagers en een onderzeeboot worden door de Amerikanen vernietigd.
- 24 - Britse legereenheden van het 8e Leger rukken de door de Duitsers ontruimde stad Benghazi binnen. Erwin Rommel trekt het Afrikakorps (DAK) verder terug op de versterkte stellingen bij El Agheila.
- 24 - Douglas MacArthur, opperbevelhebber van de United States Army Forces in the Far East, geeft orders om de troepen op de Filipijnen terug te trekken naar Bataan. Hij vestigt zijn hoofdkwartier op het eiland Corregidor.
- 25 - Het Britse garnizoen in Hongkong geeft zich over aan het Japanse leger.
- december - Wonder Woman maakt haar debuut in All Star Comics nr. 8, de op een na bestverkochte stripserie van DC Comics.

zonder datum
- Pfizer begint met massaproductie van penicilline, dat in WO II vele levens zal redden.

- Bioscoopjournaal uit februari 1941. Op alle scholen is het vak gymnastiek verplicht ingevoerd. Dit betekent dat alle reeds gediplomeerde leerkrachten opnieuw examen moeten doen voor dit vak.
- NSB-propagandafilm uit 1941 met beelden van een Amsterdamse textielfabriek, waar arbeiders een ontspanningsavondje houden. Het avondje is georganiseerd door het Nederlands Verbond van Vakverenigingen.
- NSB-propagandafilm uit 1941 over een sportfestijn in Den Haag waaraan leden van de Hitlerjugend en de Nationale Jeugdstorm meedoen.
- Propagandafilm uit 1941 van de Filmdienst der NSB waarin Hendrik Jan Woudenberg spreekt op 1 mei, de Dag van de Arbeid.
- Propagandafilm uit 1941 van de Filmdienst der NSB over een voorstelling van een muziekkorps in de Haagse Dierentuin waarbij gecollecteerd wordt voor de Winterhulp Nederland.
- Propagandafilm uit 1941 van de Filmdienst der NSB. De door NSB geannexeerde NVV heeft in verschillende plaatsen arbeidersvakantieoorden, de zogenaamde Troelstra-oorden. Beelden van arbeidersfamilies in deze vakantieoorden o.a. in Beekbergen.
- Propagandafilm uit 1941 van de Filmdienst der NSB. Visserij in Zwartsluis, waar een palingvisser aanlegt.
- Propagandafilm uit januari 1941 van de Filmdienst der NSB. Leden van de NSB en de NSDAP ontmoeten elkaar in Utrecht voor een maaltijd om de contacten tussen de beide partijen te verstevigen.

## Muziek
- 30 april - Charlie Parker neemt met de Jay McShann-band zijn eerste grammofoonplaat op: Hootie Blues.
- april - Bij de belegering van Tobroek wordt Lili Marlene populair aan beide zijden van het front: in de uitvoering door Lala Andersen aan Duitse en die door Marlene Dietrich aan Britse kant.
- Het orkest van Duke Ellington heeft een hit met het nummer Take the A Train van Billy Strayhorn
- Witold Lutosławski componeert zijn Paganinivariaties voor twee piano's

### Premières
- 23 februari: Frank Bridges Rebus wordt uitgevoerd, nadat de componist op 10 januari was overleden.
- 18 maart: Kurt Atterbergs opera Aladin en dus ook Aladin-ouverture
- 21 maart: eerste uitvoering van Ouverture Suomenlinna van Uuno Klami, de eerste versie.
- 29 maart: Benjamin Brittens Sinfonia da requiem.
- 3 mei: Vagn Holmboe's Kamerconcert nr. 1 voor piano, strijkinstrumenten en pauken
- 27 juni: Benjamin Brittens Matinées musicales.
- 13 augustus - De Belgische virtuoos Flor Peeters, organist van de Basilique Sainte-Clotilde in Parijs, verzorgt in de Domkerk van Utrecht de wereldpremière van de Sinfonia per Organo van Hendrik Andriessen, organist van de Sint-Catharinakathedraal in Utrecht.
- 31 december: Richard Arnells Classicial variations in C for strings op de New Yorkse radio

## Beeldende kunst

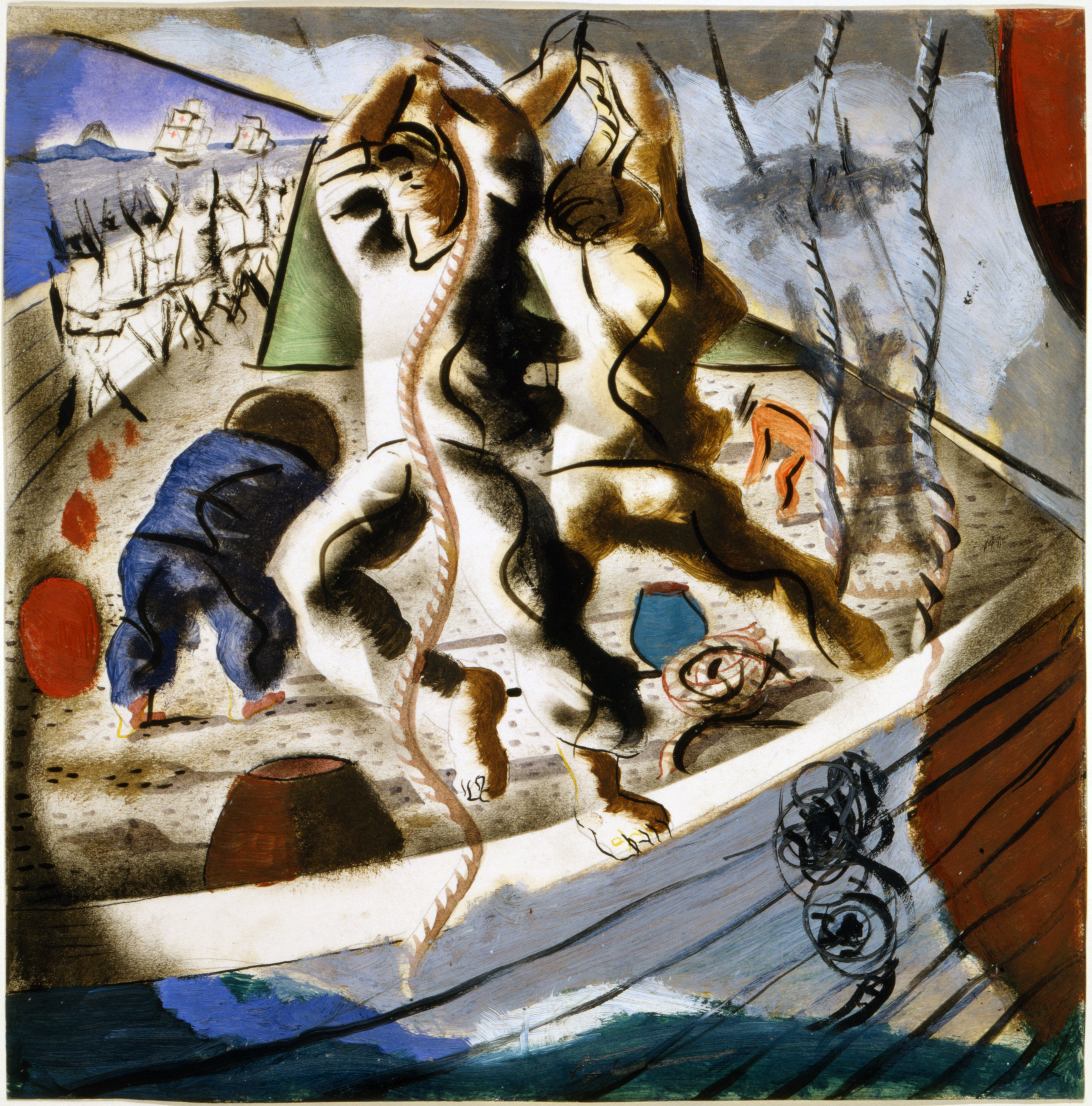
Discovery of the Land (1941) Cândido Portinari
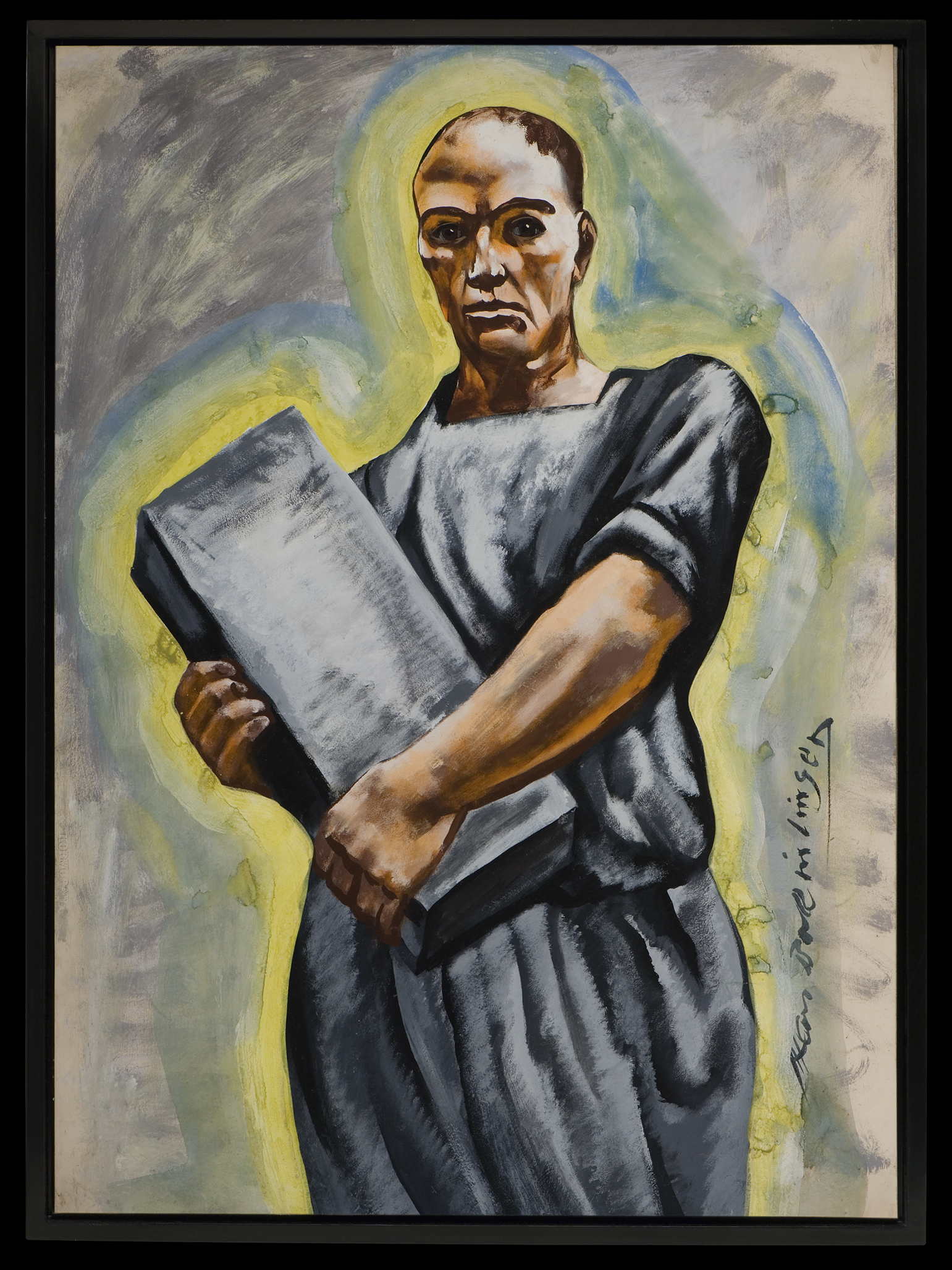
Der Mahner (1941) Hans Breinlinger

## Bouwkunst

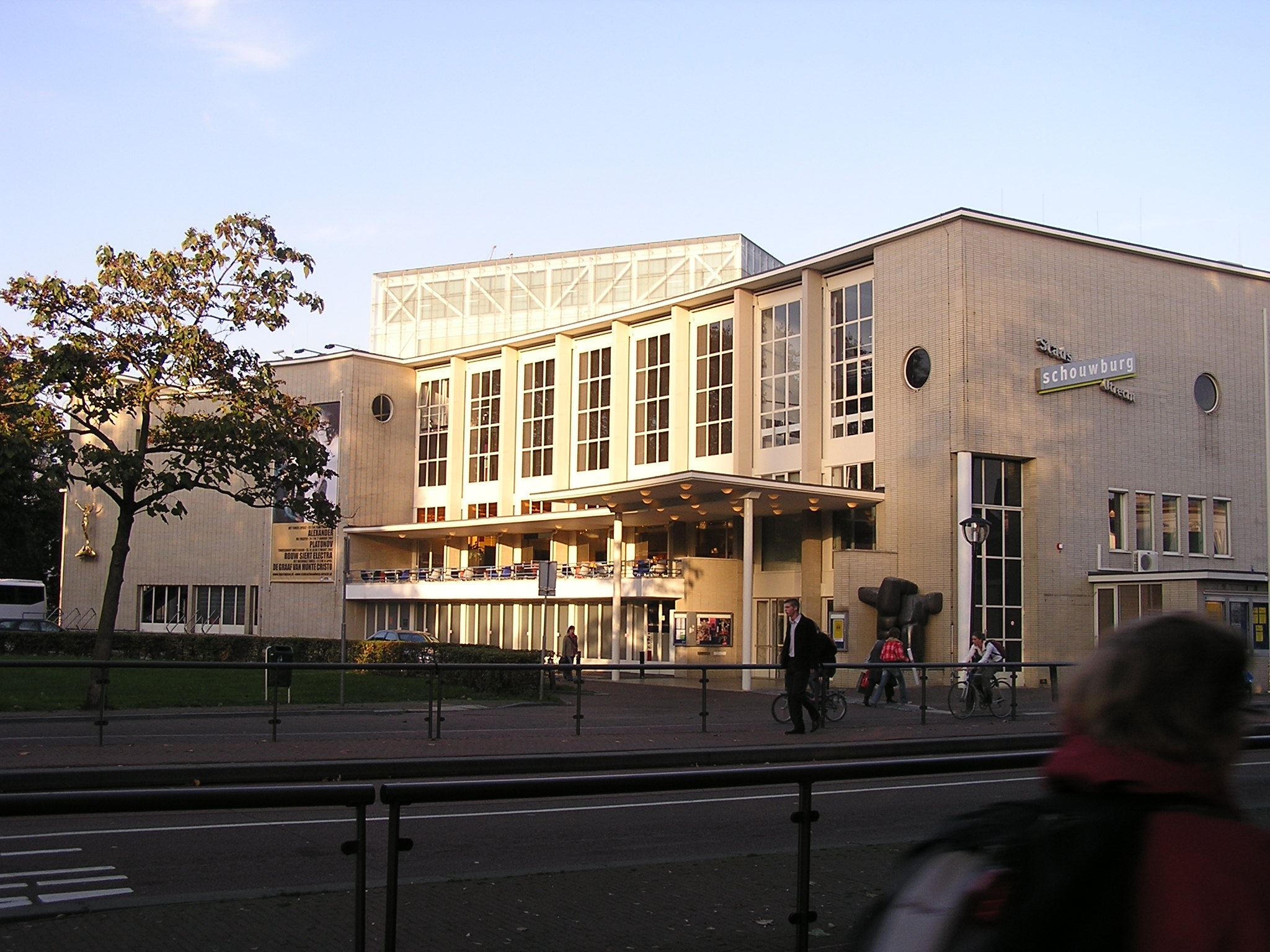
Stadsschouwburg Utrecht, Willem Dudok

## Geboren

### januari
- 1 - Simón Andreu, Spaans acteur
- 2 - Willy Senders, Nederlands voetballer
- 3 - Dirk S. Donker, Nederlands organist en beiaardier
- 4 - Bernard Adams, Belgisch wielrenner
- 4 - Thijs Libregts, Nederlands voetbaltrainer
- 5 - Xavier Buisseret, Belgisch politicus (overleden 2020)
- 6 - Schelte van Heemstra, Nederlands diplomaat (overleden 2023)
- 7 - Willem van Kooten, Nederlands diskjockey (Joost den Draaijer), mediapionier en -ondernemer (overleden 2025)
- 7 - John E. Walker, Brits scheikundige en Nobelprijswinnaar
- 8 - Graham Chapman, Brits acteur en schrijver (overleden 1989)
- 8 - Juozas Imbrasas, Litouws politicus
- 9 - Joan Baez, Amerikaans folkzangeres
- 9 - Wessel te Gussinklo, Nederlands schrijver (overleden 2023)
- 11 - Ria Verschaeren, Belgisch actrice (overleden 2023)
- 12 - Chet Jastremski, Amerikaans zwemmer
- 14 - Faye Dunaway, Amerikaans actrice (onder andere Bonnie and Clyde en Chinatown)
- 15 - Don Van Vliet, Amerikaans zanger en schilder (overleden 2010)
- 16 - Gerard Koel, Nederlands wielrenner
- 17 - Egbert ter Mors, Nederlands voetballer
- 18 - Bobby Goldsboro, Amerikaans pop- en country-singer-songwriter
- 19 - Tony Anholt, Brits acteur (overleden 2002)
- 19 - Adriaan Hiele, Nederlands spreker, columnist en publicist over economische aangelegenheden
- 20 - Josse de Haan, Nederlands (Fries) schrijver en dichter (overleden 2020)
- 20 - Pim ter Linde, Nederlands muziekmanager
- 21 - Plácido Domingo, Spaans operazanger, een van De Drie Tenoren
- 24 - Michael Chapman, Brits folkzanger en gitarist (overleden 2021)
- 24 - Neil Diamond, Amerikaans zanger
- 24 - Aaron Neville, Amerikaans zanger
- 27 - Beatrice Tinsley, Nieuw-Zeelands astronome en kosmoloog (overleden 1981)
- 30 - Dick Cheney, Amerikaans politicus, vicepresident onder George W. Bush
- 30 - Tineke Lagerberg, Nederlands zwemster
- 31 - Jessica Walter, Amerikaans actrice (overleden 2021)

### februari
- 1 - Karl Dall, Duits acteur, zanger en presentator (overleden 2020)
- 3 - Ștefan Iordache, Roemeens acteur (overleden 2008)
- 3 - Leroy Williams, Amerikaans jazzdrummer (overleden 2022)
- 4 - Mathilde van den Brink, Nederlands politica (overleden 2023)
- 4 - John Steel, Brits drummer
- 5 - Barrett Strong, Amerikaans soulzanger en tekstdichter (overleden 2023)
- 6 - Hugh den Ouden, Nederlands pianist
- 7 - Jan Pit, Nederlands zendeling, christelijk schrijver en -spreker (overleden 2008)
- 8 - Wolfgang Blochwitz, Oost-Duits voetballer (overleden 2005)
- 8 - Nick Nolte, Amerikaans filmacteur en producer
- 9 - Dick Rienstra, Nederlands acteur en zanger (overleden 2021)
- 10 - Michael Apted, Brits regisseur (overleden 2021)
- 10 - Ray Miller, geboren Rainer Müller, Duits zanger
- 10 - Carry-Ann Tjong Ayong, Surinaams-Nederlands schrijfster (overleden 2022)
- 11 - Sérgio Mendes, Braziliaans muzikant (overleden 2024)
- 11 - Rinus Spoor, Nederlands televisieregisseur
- 11 - Ria Valk, Nederlands zangeres
- 13 - Sigmar Polke, Duits kunstschilder en fotograaf (overleden 2010)
- 17 - Heidi Biebl, Duits alpineskiester (overleden 2022)
- 17 - Gene Pitney, Amerikaans zanger en songwriter (overleden 2006)
- 19 - David Gross, Amerikaans natuurkundige en Nobelprijswinnaar
- 19 - Rinaldo Luís Dias Amorim, Braziliaans voetballer
- 21 - Loes Boling, Nederlands atlete
- 21 - Nojim Maiyegun, Nigeriaans bokser (overleden 2024)
- 27 - Paddy Ashdown, Brits politicus (overleden 2018)
- 27 - Gabriel Zubeir Wako, Soedanees kardinaal

### maart
- 2 - Bert Jacobs, Nederlands voetballer en voetbalcoach (overleden 1999)
- 3 - Vlado Milunić, Tsjechisch architect (overleden 2022)
- 3 - Salvador Sadurní, Spaans voetballer
- 3 - John Thomas, Amerikaans atleet (overleden 2013)
- 4 - Ab Fafié, Nederlands voetballer en voetbaltrainer (overleden 2012)
- 4 - Adrian Lyne, Amerikaans filmregisseur
- 4 - Haydee Yorac, Filipijns jurist en topfunctionaris (overleden 2005)
- 5 - Hollis Liverpool (Chalkdust), Trinidadiaans calypsozanger
- 8 - Mohamed Rabbae, Marokkaans-Nederlands politicus (overleden 2022)
- 8 - James Reston jr., Amerikaans auteur en journalist (overleden 2023)
- 9 - Ger van Elk, Nederlands beeldend kunstenaar (overleden 2014)
- 12 - Clous van Mechelen, Nederlands cabaretier, muzikant en componist
- 13 - Mahmoed Darwiesj, Palestijns dichter (overleden 2008)
- 13 - Cees Lute, Nederlands wielrenner (overleden 2022)
- 14 - Wolfgang Petersen, Duits filmregisseur (onder andere Das Boot) (overleden 2022)
- 15 - Jean-Louis Lafosse, Frans autocoureur (overleden 1981)
- 16 - Bernardo Bertolucci, Italiaans schrijver en filmregisseur (overleden 2018)
- 17 - Paul Kantner, Amerikaans zanger, gitarist en songwriter (overleden 2016)
- 18 - Els van Breda Vriesman, Nederlands sportbestuurster
- 18 - Max Nijman, Surinaams zanger (overleden 2016)
- 18 - Peet Petersen, Nederlands voetballer (overleden 1980)
- 18 - Wilson Pickett, Amerikaans zanger (overleden 2006)
- 19 - Florence Delay, Frans actrice, schrijfster en scenarioschrijfster (overleden 2025)
- 20 - Kenji Kimihara, Japans atleet
- 21 - Paul Fentener van Vlissingen, Nederlands ondernemer, columnist, publicist en natuurbeschermer (overleden 2006)
- 21 - Dirk Frimout, Belgisch ruimtevaarder
- 22 - Jaap Advocaat, Nederlands voetballer (overleden 2023)
- 22 - Bruno Ganz, Zwitsers acteur (overleden 2019)
- 23 - Henk van den Breemen, Nederlands militair en generaal (overleden 2024)
- 23 - Peer Mascini, Nederlands acteur (overleden 2019)
- 25 - Erhard Busek, Oostenrijks politicus (overleden 2022)
- 26 - Richard Dawkins, Brits bioloog
- 26 - Lella Lombardi, Italiaans autocoureur (enige vrouw die ooit punten scoorde in de Formule 1, overleden 1992)
- 27 - Kurt Felix, Zwitsers televisiepresentator en -journalist (overleden 2012)
- 27 - Ivan Gašparovič, Slowaaks president
- 27 - Liese Prokop, Oostenrijks atlete en politica (overleden 2006)
- 28 - Walter van den Broeck, Belgisch roman- en toneelschrijver (overleden 2024)
- 29 - Manu Bonmariage, Belgisch cameraman en regisseur (overleden 2021)
- 29 - Bruno Simma, Duits hoogleraar en rechter
- 29 - Joseph Taylor, Amerikaans astrofysicus en Nobelprijswinnaar
- 29 - Meta de Vries, Nederlands diskjockey/radiopresentator (overleden 2011)
- 31 - Pieter Herman Bakker Schut, Nederlands advocaat (overleden 2007)
- 31 - Nanny Peereboom, Nederlands politica en burgemeester

### april
- 1 - Ghislaine D'Hollander, Belgisch atlete (overleden 2011)
- 4 - Fathi Eljahmi, Libisch politiek dissident (overleden 2009)
- 5 - Hans Mondt, Nederlands radiopresentator (overleden 1995)
- 8 - Vivienne Westwood, Engels modeontwerpster (overleden 2022)
- 10 - Aranka Goijert, Nederlands politica (overleden 2022)
- 11 - Joop Braakhekke, Nederlands televisiekok en restauranthouder (overleden 2016)
- 12 - Euson, Arubaans zanger
- 12 - Bobby Moore, Engels voetballer (overleden 1993)
- 12 - Gerrit Oosting, Nederlands burgemeester (overleden 2012)
- 13 - Jim Barnes, Amerikaans basketballer (overleden 2002)
- 13 - Jim Cruickshank, Schots voetballer (overleden 2010)
- 13 - Michael Stuart Brown, Amerikaans geneticus en Nobelprijswinnaar
- 14 - Julie Christie, Brits actrice (onder andere Doctor Zhivago)
- 15 - Joseph Aghoghovbia, Nigeriaans voetballer (overleden 2010)
- 15 - Josep Maria Fusté, Spaans voetballer (overleden 2023)
- 18 - Michael D. Higgins, Iers politicus; president sinds 2011
- 18 - John Hurley, Amerikaans zanger en songwriter (overleden 1986)
- 19 - Roberto Carlos, Braziliaans zanger
- 20 - Ryan O'Neal, Amerikaans acteur (overleden 2023)
- 24 - Silvio Moser, Zwitsters autocoureur (overleden 1974)
- 24 - John Williams, Australisch gitarist
- 25 - Bertrand Tavernier, Frans filmregisseur, -producent en (scenario)schrijver (overleden 2021)
- 26 - Claudine Auger, Frans actrice (overleden 2019)
- 26 - Guy Mathot, Waals-Belgisch politicus (overleden 2005)
- 27 - Jan Dirk Blaauw, Nederlands politicus (overleden 2020)
- 27 - Friedrich Goldmann, Duits componist en dirigent (overleden 2009)
- 27 - Fethullah Gülen, Turks islamitisch geleerde, schrijver en dichter (overleden 2024)
- 27 - Tineke de Nooij, Nederlands televisiepresentatrice
- 28 - Lucien Aimar, Frans wielrenner
- 28 - Fedde Jonkman, Nederlands politicus (overleden 2024)

### mei
- 2 - Jules Wijdenbosch, Surinaams politicus (overleden 2025)
- 5 - Stanley Cowell, Amerikaans jazzpianist (overleden 2020)
- 5 - Urbain Haesaert, Belgisch voetbalcoach
- 6 - Jan Jansen, Nederlands schoenontwerper
- 6 - Ivica Osim, Bosnisch-Joegoslavisch voetballer en voetbaltrainer (overleden 2022)
- 6 - Đorđe Perišić, Joegoslavisch waterpolospeler en zwemmer
- 7 - Hans Bouma, Nederlands dichter, schrijver en dierenrechtenactivist
- 11 - Eric Burdon, Brits zanger
- 12 - Trevor Tomkins, Brits jazzdrummer (overleden 2022)
- 12 - Ruud de Wolff, Indisch-Nederlands gitarist en zanger (overleden 2000)
- 13 - Imca Marina, Nederlands zangeres
- 14 - Ada den Haan, Nederlands zwemster (overleden 2023)
- 14 - Alain Siaens, Belgisch voormalig bankier, bestuurder en auteur
- 15 - Edy Schütz, Luxemburgs wielrenner
- 17 - Hanshan Roebers, Nederlands monumentaal ontwerper
- 18 - Bjørn Hasløv, Deens roeier
- 19 - Ritt Bjerregaard, Deens (euro)politica (overleden 2023)
- 19 - Nora Ephron, Amerikaans (scenario)schrijfster, filmregisseuse en -producente en journaliste (overleden 2012)
- 20 - Maria Liberia-Peters, Curaçaos politica; premier van de Nederlandse Antillen
- 21 - Ton Pronk, Nederlands voetballer (overleden 2016)
- 22 - Menzies Campbell, Brits politicus en atleet
- 23 - Hans Ouwerkerk, Nederlands burgemeester van Lekkerkerk, Groningen, Emmen en Almere
- 24 - Bob Dylan, Amerikaans zanger en liedjesschrijver
- 27 - Jan Hendrikx, Nederlands politicus (overleden 2024)
- 28 - Jean Auréal, Frans motorcoureur (overleden 1985)
- 28 - Klaas Leyen, Nederlands muziekproducent en zanger (overleden 2022)
- 29 - Yvonne Raveles-Resida, Surinaams politica
- 31 - Karin Tietze-Ludwig, Duits presentatrice en tv-omroepster

### juni
- 1 - Toyo Ito, Japans architect
- 2 - Stacy Keach, Amerikaans acteur
- 2 - Theo Stokkink, Nederlands radio- en televisiepresentator
- 2 - Charlie Watts, Brits drummer (The Rolling Stones) (overleden 2021)
- 4 - Winston Caldeira, Surinaams consultant en politicus
- 5 - Werner Böhm, Duits schlagerzanger en muzikant (overleden 2020)
- 7 - Willem Anton van Vloten, Nederlands dermatoloog en hoogleraar
- 8 - Joop van den Berg, Nederlands politicus (overleden 2023)
- 8 - George Pell, Australisch kardinaal (overleden 2023)
- 9 - Theo Verlangen, Nederlands voetbaltrainer
- 10 - Harry Muskee, Nederlands zanger (Cuby + Blizzards) (overleden 2011)
- 10 - David Walker, Australisch autocoureur
- 11 - Joop Keizer, Nederlands atleet
- 12 - Chick Corea, Amerikaans jazzpianist, -toetsenist en componist (overleden 2021)
- 14 - Inge Danielsson, Zweeds voetballer (overleden 2021)
- 15 - Hagen Kleinert, Duits professor in de Theoretische Fysica aan de Vrije Universiteit van Berlijn
- 15 - Rob van Kreeveld, Nederlands pianist en componist (overleden 2023)
- 16 - Lamont Dozier, Amerikaans songwriter, producer en zanger (overleden 2022)
- 16 - Jan Schröder, Nederlands wielrenner (overleden 2007)
- 17 - Roger Quemener, Frans atleet (overleden 2021)
- 18 - Edward Ferry, Amerikaans roeier
- 18 - Lygia Kraag-Keteldijk, Surinaams politica
- 18 - Roger Lemerre, Frans voetballer en voetbalcoach
- 18 - Chas Newby, Brits bassist (overleden 2023)
- 19 - André Dehertoghe, Belgisch atleet (overleden 2016)
- 19 - Václav Klaus, Tsjechisch econoom en president
- 20 - Stephen Frears, Brits filmregisseur
- 20 - Dieter Mann, Duits acteur en theaterregisseur (overleden 2022)
- 20 - Ulf Merbold, Duits fysicus en astronaut
- 20 - Reimut Reiche, Duits socioloog, seksuoloog, auteur en psycho-analyticus
- 20 - Albert Sjesternjov, Russisch voetballer (overleden 1994)
- 21 - Luis Singson, Filipijns politicus
- 21 - Hein Verbruggen, Nederlands sportbestuurder (overleden 2017)
- 21 - Carol van Herwijnen, Nederlands acteur (overleden 2008)
- 22 - Michael Lerner, Amerikaans acteur (overleden 2023)
- 23 - Jaap Pop, Nederlands burgemeester
- 24 - Roger De Neef, Belgisch dichter, journalist en essayist
- 25 - Jos Daemen, Belgisch tekenaar
- 25 - Roy Marsden, Brits acteur
- 25 - Floyd Mutrux, Amerikaans filmregisseur en scenarioschrijver
- 26 - Ward Beysen, Belgisch liberaal politicus (overleden 2005)
- 26 - Tamara Moskvina, Russisch kunstschaatsster en coach
- 29 - Margitta Gummel, Duits atlete (overleden 2021)
- 30 - Paul Alan Levi, Amerikaans componist
- 30 - Willem Albert Wagenaar, Nederlands psycholoog (overleden 2011)

### juli
- 1 - Alfred Goodman Gilman, Amerikaans farmacoloog, biochemicus en Nobelprijswinnaar (overleden 2015)
- 1 - Bert Kuijpers, Nederlands zanger, dichter en cabaretier (overleden 2021)
- 1 - Khalil El Moumni, Marokkaans imam (overleden 2020)
- 1 - Ernie de Vos, Canadees autocoureur (overleden 2005)
- 3 - Ray McCullough, Noord-Iers motorcoureur
- 3 - Liamine Zéroual, Algerijns president en militair
- 4 - Dick Addrisi, Amerikaans singer-songwriter
- 4 - Walt Curtis, Amerikaans dichter en romanschrijver (overleden 2023)
- 4 - Johnny Lion, Nederlands zanger en journalist (overleden 2019)
- 5 - Peter Andriesse, Nederlands schrijver
- 8 - Bernard Van De Kerckhove, Belgisch wielrenner (overleden 2015)
- 9 - Takehide Nakatani, Japans judoka
- 9 - Yosef Shiloach, Israëlisch acteur (overleden 2011)
- 10 - Margreet Blanken, Nederlands actrice
- 11 - Clive Puzey, Zimbabwaans autocoureur
- 13 - Jacques Perrin, Frans acteur, regisseur en filmproducent (overleden 2022)
- 13 - Lut Tomsin, Belgisch actrice
- 14 - Wilfried Geeroms, Belgisch atleet en atletiektrainer (overleden 1999)
- 16 - Desmond Dekker, Jamaicaans componist en zanger (overleden 2006)
- 16 - Jan Krajenbrink, Nederlands politicus en burgemeester (overleden 2020)
- 16 - Peter Minshall, Trinidadiaans ontwerper van carnavalkostuums
- 16 - Dag Solstad, Noors schrijver en dramaturg
- 16 - Hans Wiegel, Nederlands politicus en bestuurder (overleden 2025)
- 18 - Frank Farian, Duits muziekproducent, zanger en liedjesschrijver (overleden 2024)
- 18 - Ole Fritsen, Deens voetballer (overleden 2008)
- 18 - Boudewijn Neuteboom, Nederlands (mode)fotograaf (overleden 2024)
- 19 - Carole Jordan, Brits astronoom
- 19 - Neelie Kroes, Nederlands politica (VVD)
- 21 - Hans Vrakking, Nederlands officier van justitie (overleden 2018)
- 23 - Olaf Douwes Dekker, Nederlands dichter en publicist (overleden 2018)
- 23 - Sergio Mattarella, president van Italië
- 24 - Tony Dunne, Iers voetballer (overleden 2020)
- 24 - Wu Bangguo, Chinees politicus (overleden 2024)
- 25 - Karel Vuursteen, Nederlands ondernemer (overleden 2024)
- 26 - Brenton Wood, Amerikaans zanger en songwriter (overleden 2025)
- 27 - Ed Franck, Belgisch schrijver
- 28 - Riccardo Muti, Italiaans dirigent
- 28 - Susan Roces, Filipijns actrice (overleden 2022)
- 29 - Tony Jefferies, Zuid-Afrikaans autocoureur
- 29 - David Warner, Brits acteur (overleden 2022)
- 30 - Paul Anka, Amerikaans zanger
- 31 - Vic Hayes, Nederlands ingenieur
- 31 - Heather McKay, Australisch multisport atlete

### augustus
- 1 - Marjo Vreekamp-van den Berg, Nederlands ondernemer (overleden 2018)
- 2 - Ede Staal, Nederlands streektaalzanger en -dichter (overleden 1986)
- 3 - Hage Geingob, Namibisch politicus (overleden 2024)
- 3 - Grzegorz Rosiński, Pools-Belgisch striptekenaar (Thorgal)
- 3 - Martha Stewart, Amerikaanse zakenvrouw, auteur en redacteur
- 4 - Kaija Mustonen, Fins schaatsster
- 5 - Élisabeth Guignot, Frans actrice
- 6 - Bert André, Nederlands-Belgisch acteur (overleden 2008)
- 6 - Lyle Berman, Amerikaans zakenman en pokerspeler
- 7 - Howard Johnson, Amerikaans jazztubaïst, -saxofonist, componist en arrangeur (overleden 2021)
- 8 - Earl Boen, Amerikaans acteur (overleden 2023)
- 10 - Kees van Kooten, Nederlands cabaretier en schrijver
- 10 - Anita Lonsbrough, Brits zwemster
- 13 - Piet van der Kruk, Nederlands gewichtheffer en kogelstoter (overleden 2020)
- 14 - David Crosby, Amerikaans muzikant (onder andere Crosby, Stills & Nash (& Young)) (overleden 2023)
- 17 - Lothar Bisky, Duits politicus (overleden 2013)
- 17 - Fritz Wepper, Duits acteur (Harry Klein in de krimi-televisieseries Der Kommissar en Derrick) (overleden 2024)
- 18 - Mohamed Ghannouchi, Tunesisch politicus
- 19 - Bruno Albert, Belgisch architect (overleden 2023)
- 20 - John Durrill, Amerikaans zanger, toetsenist en songwriter
- 20 - Milford Graves, Amerikaans jazzdrummer en -percussionist (overleden 2021)
- 20 - William Gray, Amerikaans predikant, politicus en zakenman
- 20 - Slobodan Milošević, Joegoslavisch partijleider en president (overleden 2006)
- 23 - Lotti Krekel, Duits carnavals-, schlagerzangeres en actrice (overleden 2023)
- 25 - Harry Gruyaert, Belgisch fotograaf
- 25 - Dan Hennessey, Canadees acteur (overleden 2024)
- 26 - Barbara Ehrenreich, Amerikaans journaliste, columniste en publiciste (overleden 2022)
- 26 - Barbet Schroeder, Iraans/Frans acteur en regisseur
- 28 - John Marshall, Brits drummer (overleden 2023)
- 29 - Marjorie Schick, Amerikaans sieraadontwerper, beeldhouwer en performancekunstenaar (overleden 2017)
- 29 - Rein Welschen, Nederlands bestuurder (overleden 2013)
- 30 - Ton van Reen, Nederlands schrijver, dichter en journalist
- 31 - Walter Bandeira, Braziliaans zanger en acteur (overleden 2009)
- 31 - Wolfgang Hilbig, Duits schrijver en dichter (overleden 2007)
- 31 - Henk Terlingen, Nederlands sportjournalist en -presentator (overleden 1994)
- 31 - Adri Vogels, Nederlands voetballer (overleden 2022)

### september
- 2 - Hans Bentzon, Nederlands voetballer (overleden 2021)
- 3 - Sergej Dovlatov, Russisch schrijver (overleden 1990)
- 6 - Willibrord Frequin, Nederlands journalist en televisiepresentator (overleden 2022)
- 6 - Rudie Liebrechts, Nederlands schaatser en wielrenner
- 7 - Plonie Scheringa, Nederlands atlete
- 8 - Bernie Sanders, Amerikaans politicus
- 9 - Otis Redding, Amerikaans soulzanger (overleden 1967)
- 10 - Stephen Jay Gould, Amerikaans bioloog (overleden 2002)
- 10 - Itaru Oki, Japans jazztrompettist en -kornettist (overleden 2020)
- 11 - Robert Folie, Belgisch atleet (overleden 2020)
- 12 - Maarten Boelen, Nederlands burgemeester (overleden 2022)
- 13 - Ewald Ombre, Surinaams rechter (overleden 2024)
- 15 - Flórián Albert, Hongaars voetballer (overleden 2011)
- 15 - Miroslaw Hermaszewski, Pools astronaut (overleden 2022)
- 15 - Emanuel Tov, Nederlands bijbelleraar
- 16 - Lenie 't Hart, Nederlands directrice zeehondencrèche Pieterburen
- 18 - Daan Schrijvers, Nederlands voetballer (overleden 2018)
- 19 - 'Mama' Cass Elliott, Amerikaans actrice en zangeres van The Mamas and the Papas (overleden 1974)
- 19 - Peter Horton, Oostenrijks gitarist, liedjesschrijver en tv-presentator (overleden 2023)
- 19 - Zdenko Vukasović, Kroatisch voetbaldoelman (overleden 2021)
- 24 - Linda McCartney, Amerikaans fotografe, zangeres en dierenrechtenactiviste (overleden 1998)
- 24 - Sam Polanen, Surinaams jurist (overleden 2022)
- 24 - Tony Rutter, Brits motorcoureur (overleden 2020)
- 26 - Joãozinho, Braziliaans voetballer
- 27 - Joel Shapiro, Amerikaans beeldhouwer (overleden 2025)
- 28 - Edmund Stoiber, Duits politicus
- 30 - Paul Bremer, Amerikaans bestuurder, ambassadeur in Nederland, bewindvoerder over Irak na het verdrijven van Saddam Hoessein
- 30 - Reine Wisell, Zweeds autocoureur (overleden 2022)

### oktober
- 2 - John Sinclair, Amerikaans dichter, schrijver en politiek activist (overleden 2024)
- 2 - Abel Verônico, Braziliaans voetballer
- 3 - Chubby Checker, Amerikaans rock-and-roll-zanger
- 4 - Karl Oppitzhauser, Oostenrijks autocoureur
- 4 - Anne Rice, Amerikaans schrijfster (overleden 2021)
- 4 - Robert Wilson, Amerikaans regisseur (overleden 2025)
- 6 - John Meachin, Canadees voetballer en voetbalscheidsrechter (overleden 2001)
- 6 - John Nicholson, Nieuw-Zeelands autocoureur (overleden 2017)
- 8 - Martin van Amerongen, Nederlands columnist, journalist en publicist (overleden 2002)
- 8 - Jesse Jackson, Amerikaans dominee en mensenrechtenactivist
- 13 - Neil Aspinall, Brits roadmanager van The Beatles en directeur van Apple Corps Ltd. (overleden 2008)
- 13 - Scott Mori, Amerikaans botanicus (overleden 2020)
- 13 - Paul Simon, Amerikaans zanger
- 14 - Kees Holierhoek, Nederlands schrijver (overleden 2023)
- 16 - Larry Laudan, Amerikaans filosoof (overleden 2022)
- 17 - Ademar Miranda Júnior, Braziliaans voetballer bekend als Ademar Pantera (overleden 2001)
- 18 - Billy Cox, Amerikaans basgitarist
- 19 - Joseph Azran, Israëlisch opperrabbijn en politicus (overleden 2010)
- 19 - Pepetela, Angolees schrijver, politicus, hoogleraar en guerrillastrijder
- 20 - Leopold Lippens, Belgisch politicus en burgemeester (overleden 2021)
- 22 - Evaristo Carvalho, politicus uit Sao Tomé en Principe (overleden 2022)
- 22 - Stanley Mazor, Amerikaans computeringenieur
- 24 - Frank Aendenboom, Belgisch acteur (Johan en de Alverman) (overleden 2018)
- 25 - Helen Reddy, Australisch zangeres en actrice (overleden 2020)
- 25 - Anne Tyler, Amerikaans schrijfster
- 25 - Pieter de Vink, Nederlands radio- en televisiejournalist en -presentator (overleden 2007)
- 30 - Theodor Hänsch, Duits natuurkundige en Nobelprijswinnaar
- 30 - Mohammad Asad Malik, Pakistaans hockeyer (overleden 2020)
- 30 - Orazio Schena, Italiaans-Belgisch voetballer (overleden 2024)
- 30 - Otis Williams, Amerikaans zanger (The Temptations)
- 31 - Derek Bell, Brits autocoureur
- 31 - Bruce Bromberg, Amerikaans muziekproducent
- 31 - Lucious Jackson, Amerikaans basketballer (overleden 2022)
- 31 - Jan Stekelenburg, Nederlands televisieverslaggever en -regisseur (overleden 2023)
- 31 - Johan Stekelenburg, Nederlands vakbondsvoorzitter en burgemeester (overleden 2003)

### november
- 1 - Grimbert Rost van Tonningen, Nederlands publicist (overleden 2008)
- 3 - Josep Massot i Muntaner, Catalaans benedictijner monnik, filoloog, historicus, uitgever en essayist (overleden 2022)
- 3 - Brian Poole, Brits zanger
- 4 - Martin Brozius, Nederlands acteur en televisiepresentator (Ren je Rot) (overleden 2009)
- 5 - Heinz-Jürgen Bothe, Oost-Duits roeier
- 5 - Art Garfunkel, Amerikaans zanger (Simon & Garfunkel)
- 5 - Hans Lammers, Nederlands jurist (overleden 2025), Nederlands jurist
- 5 - Chaja Polak, Nederlands schrijfster en beeldend kunstenares
- 6 - James Hamilton-Paterson, Engels schrijver en dichter
- 7 - Issy ten Donkelaar, Nederlands voetballer en voetbaltrainer
- 7 - Angelo Scola, Italiaans kardinaal-patriarch van Venetië
- 9 - Harald Berg, Noors voetballer en voetbaltrainer
- 9 - Wim Vriend, Nederlands waterpolospeler (overleden 2021)
- 9 - Sjoerd de Vries, Nederlands beeldend kunstenaar en graficus (overleden 2020)
- 12 - Huib Rooymans, Nederlands acteur
- 12 - Trevor Tomkins, Brits jazzdrummer (overleden 2022)
- 13 - Eberhard Diepgen, Duits politicus
- 13 - Raymond Froggatt, Brits zanger en songwriter (overleden 2023)
- 13 - Ger Lagendijk, Nederlands voetballer en spelersmakelaar (overleden 2010)
- 13 - Bjørn Mellemberg, Noors componist
- 13 - No Op den Oordt, Nederlands atleet
- 18 - Gary Bettenhausen, Amerikaans autocoureur (overleden 2014)
- 18 - Toon Tellegen, Nederlands schrijver van kinderboeken
- 19 - Ivanka Hristova, Bulgaars atlete (overleden 2022)
- 21 - Ignace Van der Cam, Belgisch atleet
- 22 - Cilia van Dijk, Nederlands filmproducente (overleden 2023)
- 23 - Sipko Melissen, Nederlands schrijver
- 23 - Franco Nero, Italiaans acteur
- 24 - Pete Best, Brits drummer (The Beatles)
- 25 - Rein Jan Hoekstra, Nederlands jurist en lid van de Raad van State (overleden 2025)
- 27 - Louis van Dijk, Nederlands pianist (overleden 2020)
- 27 - Aimé Jacquet, Frans voetballer en voetbalcoach
- 29 - Jody Miller, Amerikaans (country)zangeres (overleden 2022)
- 29 - Al Turney, Amerikaans songwriter
- 30 - Kees Aarts, Nederlands voetballer (overleden 2008)

### december
- 1 - Federico Faggin, Italiaans-Amerikaans natuurkundige
- 3 - Mary Alice, Amerikaans actrice (overleden 2022)
- 6 - Bruce Nauman, Amerikaans (o.a. performance) kunstenaar
- 7 - Henk Jongerius, Nederlands priester en dominicaan (overleden 2024)
- 8 - Viktor Anitsjkin, Sovjet-voetballer (overleden 1975)
- 8 - Randy Cunningham, Amerikaans republikeins afgevaardigde
- 8 - Albert-Jan Evenhuis, Nederlands politicus (overleden 2011)
- 8 - Geoff Hurst, Engels voetballer
- 9 - Beau Bridges, Amerikaans acteur
- 11 - Rogier van Otterloo, Nederlands componist, pianist en dirigent (overleden 1988)
- 12 - Liesbeth List, Nederlands zangeres en actrice (overleden 2020)
- 12 - Nikolaj Osjanin, Russisch voetballer (overleden 2022)
- 13 - John Davidson, Amerikaans zanger, acteur en tv-presentator
- 13 - Bessel Kok, Nederlands zakenman en schaakpromotor
- 13 - Luis Paulino Siles, Costa Ricaans voetbalscheidsrechter
- 14 - Iván Menczel, Hongaars voetballer (overleden 2011)
- 14 - Ellen Willis, Amerikaans journalist, activist, feminist en muziekcriticus (overleden 2006)
- 16 - Peter Rock, Oost-Duits voetballer
- 17 - Dave Dee, Brits zanger (overleden 2009)
- 18 - Jos Huysmans, Belgisch wielrenner (overleden 2012)
- 19 - Wim Rutgers, Nederlands criticus, surinamist en literatuurhistoricus
- 20 - Janine Bischops, Belgisch actrice
- 21 - Ine Schenkkan, Nederlands danseres en filmregisseur (overleden 2001)
- 22 - Lanna Saunders, Amerikaans actrice (overleden 2007)
- 23 - Serge Reding, Belgisch gewichtheffer (overleden 1975)
- 24 - Ana Maria Machado, Braziliaans journalist, kunstschilder en schrijfster
- 24 - Howden Ganley, Nieuw-Zeelands autocoureur
- 25 - Ronnie Cuber, Amerikaans jazzmuzikant (overleden 2022)
- 25 - Guido Reybrouck, Belgisch wielrenner
- 26 - Daniel Schmid, Zwitsers regisseur (overleden 2006)
- 27 - Mike Pinder, Brits toetsenist en zanger (overleden 2024)
- 28 - Barry Le Va, Amerikaans beeldend kunstenaar (overleden 2021)
- 30 - Barend Blankert, Nederlands kunstschilder (overleden 2023)
- 31 - Sir Alex Ferguson, Schots voetbaltrainer, manager van Manchester United FC

### datum onbekend
- Willem Bruno van Albada, Nederlands modeontwerper; levensgezel van Gerard Reve (Teigetje)
- Jan Bosdriesz, Nederlands filmeditor
- Felix Hess, Nederlands kunstenaar (overleden 2022)
- Hank Onrust, Nederlands televisieproducent en filmregisseur
- Mimi Smith, Belgisch presentatrice en journaliste
- Karel van Wolferen, Nederlands journalist en hoogleraar

## Weerextremen in België
- 3 mei: Minimumtemperatuur tot −6,4 °C op de Baraque Michel (Jalhay).
- 16 mei: Minimumtemperatuur tot −1,3 °C in Ukkel. Meest laattijdige vorst van de eeuw in Ukkel.
- 24 juni: Maximumtemperatuur tot 30 °C in Ukkel.
- 10 juli: Maximumtemperatuur tot 35,7 °C in Ukkel.
- augustus: Augustus met hoogst aantal neerslagdagen: 28 (normaal 16).
- 30 oktober: Sneeuwlaag van 5 cm dik in Ukkel.
- 1 november: Maximumtemperatuur tot 2,9 °C in Ukkel.

Bron: KMI Gegevens Ukkel 1901-2003  met aanvullingen 